# Transportation Security Administration

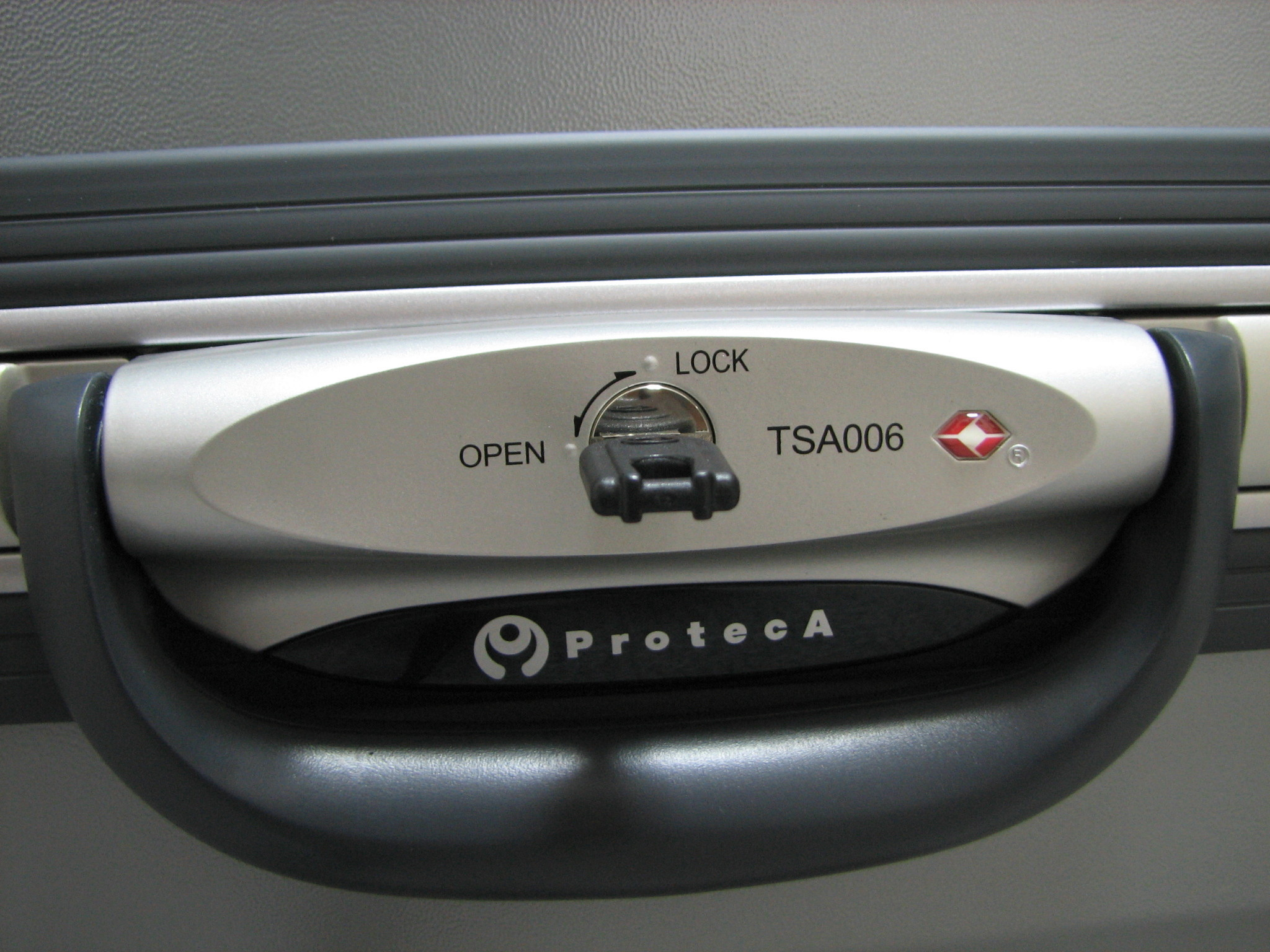
Vestavěný TSA zámek zavazadla.

Transportation Security Administration (TSA, česky Úřad pro bezpečnost v dopravě) je agentura provozovaná Ministerstvem vnitřní bezpečnosti USA. Byla vytvořena krátce po 11. září a jejím účelem je hlavně monitorovat bezpečnost leteckého provozu. Roční rozpočet agentury je přibližně 8,1 miliardy dolarů. Pokud cestující nepoužijí tzv. TSA zámky, může letištní kontrola jiné zámky zavazadel násilně otevřít. Ovšem pomocí několika univerzálních klíčů je lze snadno otevřít.